# Єлань (Тарасовський район)

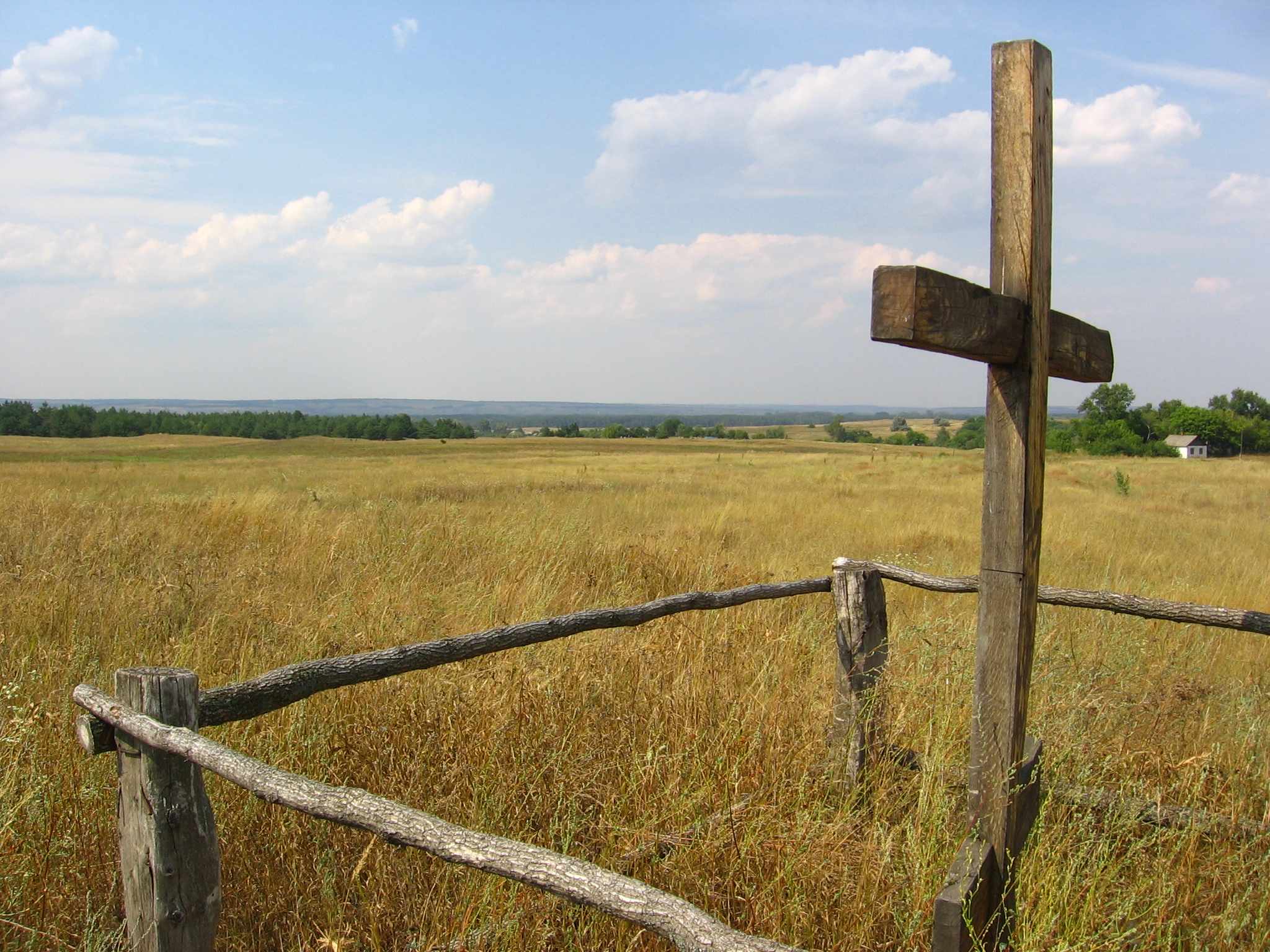
Місце зруйнованої церкви

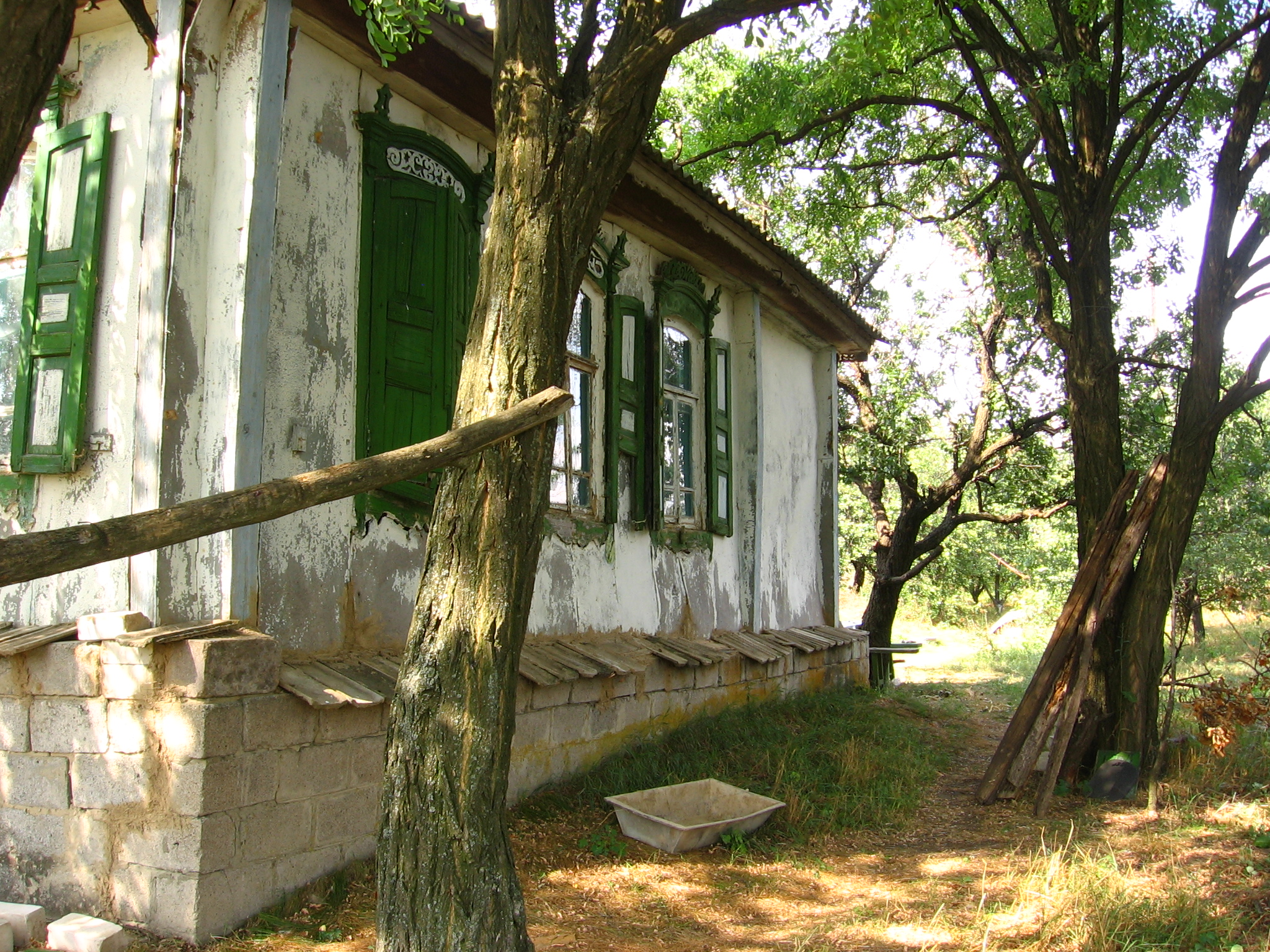
Стара козача хата

Єла́нь (рос. Ела́нь, розм. Яла́нь) — невеликий хутір у Ростовській області (Росія) за 10 км від кордону з Україною (Єлань—Юганівка). Близько 1000 мешканців. Чимало мешканців перебираються до Луганська (Україна). Село поділяється на Верхню, Середню та Нижню Єлань. До хутора належить станція 122 км. РЖД (російська залізниця). Хутір був у минулому одним із осередків на межі Донського козацтва та українського населення.
48°41′29″ пн. ш. 39°46′29″ сх. д. / 48.69139° пн. ш. 39.77472° сх. д.